# Condado de Webster (Misuri)
El condado de Webster (en inglés: Webster County), fundado en 1855, es uno de 114 condados del estado estadounidense de Misuri. En el año 2008, el condado tenía una población de 36,473 habitantes y una densidad poblacional de 20 personas por km². La sede del condado es Marshfield. El condado de Webster forma parte al Área metropolitana de Springfield.

## Geografía
Según la Oficina del Censo, el condado tiene un área total de 1538 km² (593,8 mi²), de la cual 1536 km² (593,1 mi²) es tierra y 0 km² (0 mi²) (0.0%) es agua.

### Condados adyacentes
- Condado de Dallas (noroeste)
- Condado de Laclede (noreste)
- Condado de Wright (este)
- Condado de Douglas (sureste)
- Condado de Christian (suroeste)
- Condado de Greene (oeste)

## Demografía
Según la Oficina del Censo en 2000, los ingresos medios por hogar en el condado eran de $39,948, y los ingresos medios por familia eran $46,941. Los hombres tenían unos ingresos medios de $28,168 frente a los $20,768 para las mujeres. La renta per cápita para el condado era de $17,948. Alrededor del 14.80% de la población estaban por debajo del umbral de pobreza.

## Transporte

### Carreteras principales
- Intesrestatal 44
- U.S. Route 60
- U.S. Route 66 (1926-1979)
- Ruta 38

## Localidades
| - Diggins - Elkland - Fordland | - Marshfield - Niangua - Northview | - Red Top - Rogersville - Sampson | - Seymour |  |